# دروبيريدول
الدروبيريدول (بالإنجليزية: Droperidol)‏ (دروبيريدولوم-فلوروبنزويل-بروبيل-تيترايدرو-بيريديل-بنزيميدازولينون ).هو دواء ينتمي لمضادات الدوبامين يستخدم كمضاد للقىءأو لعلاج الغثيان وايضاً كمضاد للذهان . وكثيرا ما يستخدم دروبيريدول أيضا كمهدئ في العلاجات في العناية المركزة . وهو عبارة عن مسحوق بلوري كريمي فاتح. وعند تعرضه للهواء أو الضوء يتحول إلى اللون الأصفر.